# Nostra Signora di Lipa

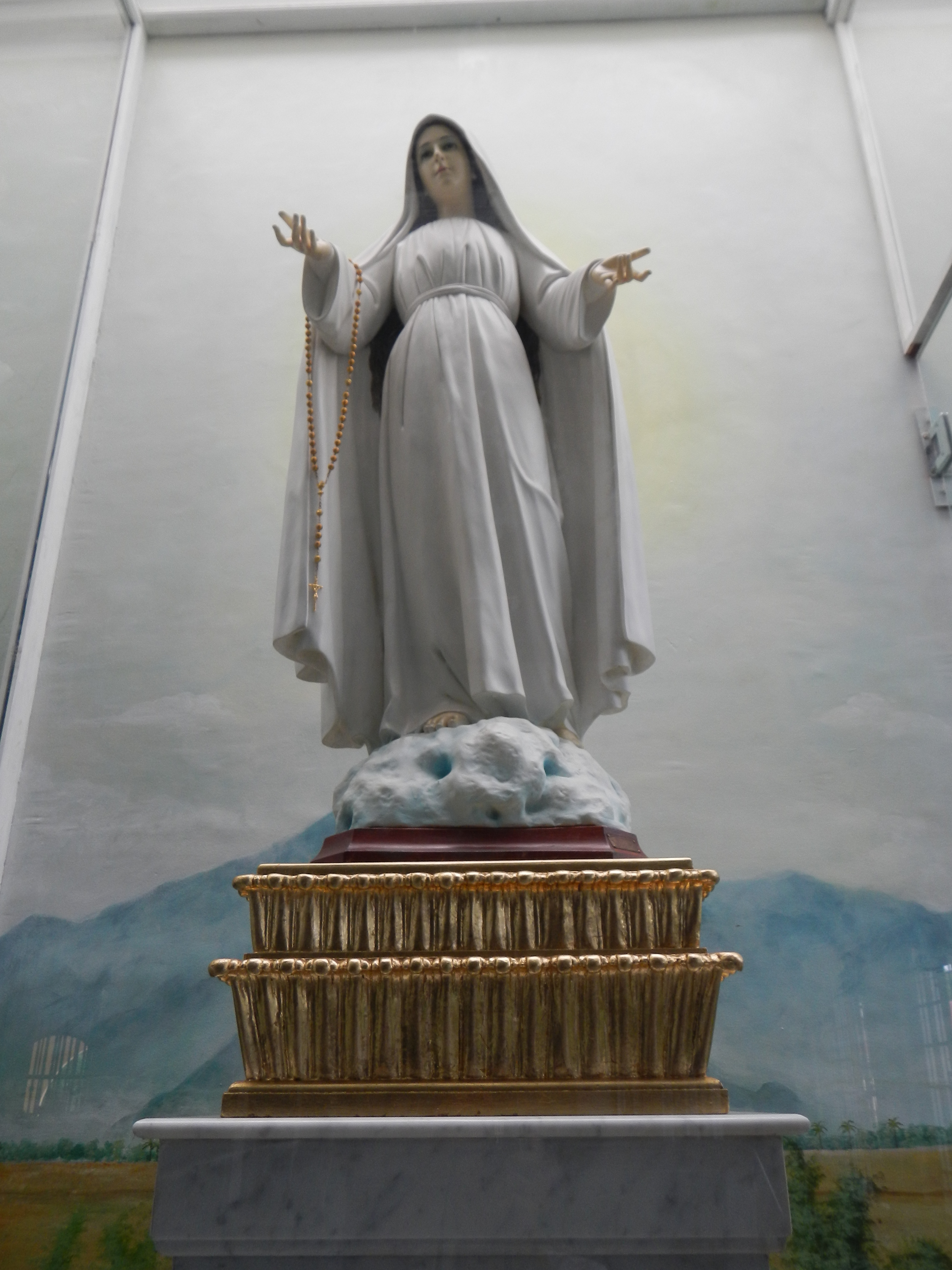
Nostra Signora di Lipa, Maria mediatrice di tutte le grazie

Nostra Signora di Lipa è l'appellativo attribuito alla Vergine Maria in seguito alle apparizioni che avrebbe avuto, dal 12 settembre al 12 novembre 1948, la religiosa filippina Teresita Castillo, presso il convento delle monache carmelitane di Lipa, Filippine, dove ora sorge un santuario dedicato a "Maria mediatrice di tutte le grazie".

## Le apparizioni
Le apparizioni della Vergine Maria si sarebbero verificate dal 12 settembre al 12 novembre 1948 nel giardino del convento delle carmelitane di Lipa. La Vergine si sarebbe rivelata a Teresita Castillo come Maria, mediatrice di tutte le grazie.
La giovane religiosa ha riferito che, durante le apparizioni, la Vergine le ha chiesto di far installare una statua in suo onore, di recitare regolarmente il rosario, di praticare la penitenza, di coltivare l'umiltà e la semplicità e di pregare in particolare per i preti e il papa.

## Riconoscimento e condanna

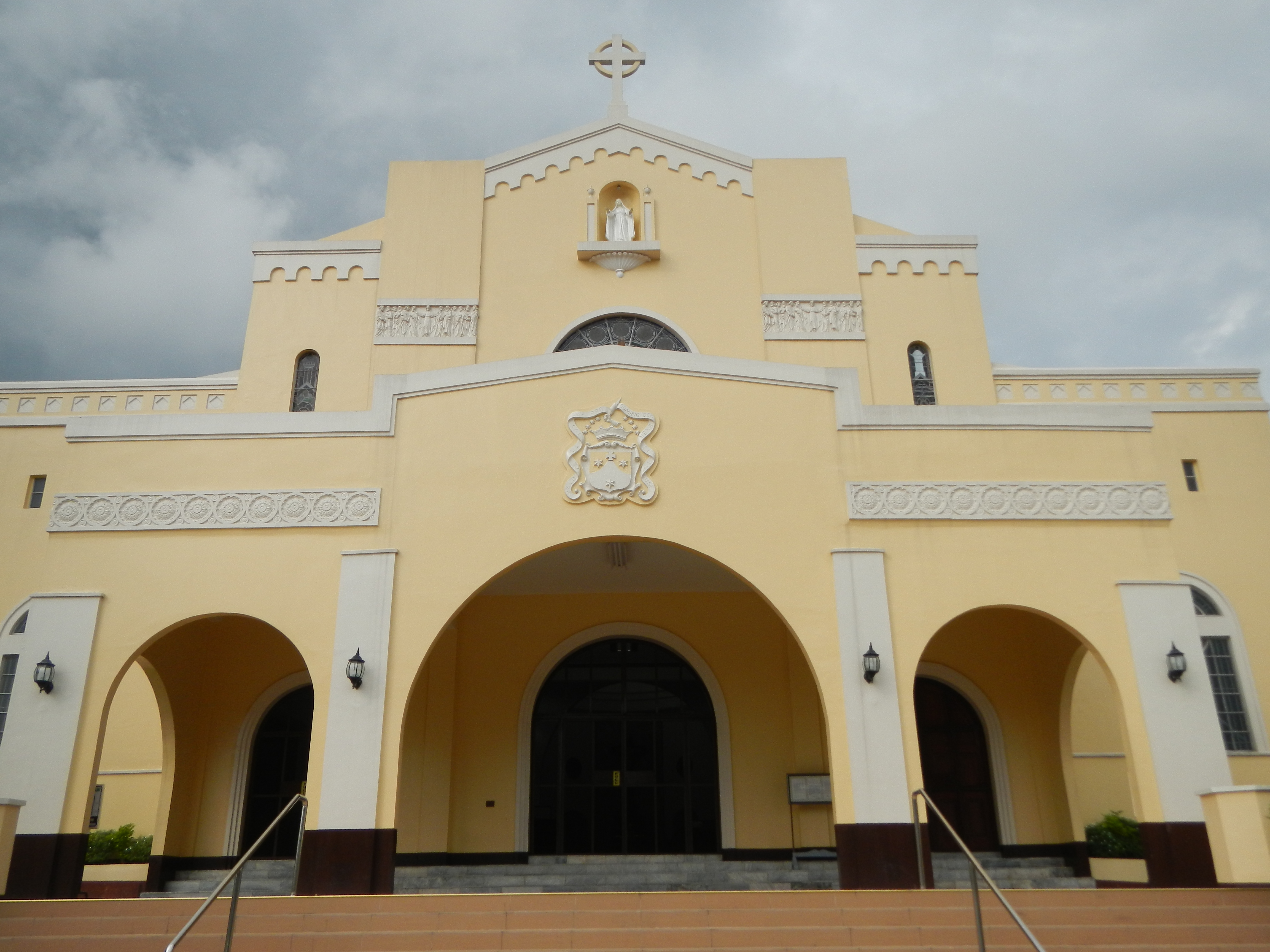
Santuario di Maria, mediatrice di tutte le grazie, Lipa

Dopo un primo giudizio negativo nel 1951, l'indagine è stata riaperta nel 1991 ed è terminata con il riconoscimento ufficiale delle apparizioni il 12 settembre 2015, da parte del vescovo di Lipa Ramón Cabrera Argüelles.
Tuttavia, nel dicembre 2015, la Congregazione per la dottrina della fede (CDF), presieduta dal cardinale Gerhard Müller, ha annullato il decreto dell'arcivescovo Ramón Cabrera Argüelles, in cui si dichiarava che le apparizioni mariane di Lipa (Batangas) erano autentiche.
Arguelles ha divulgato la sentenza definitiva della CDF, in un Comunicato ufficiale all'arcidiocesi del 31 maggio 2016, con un nuovo decreto. La Congregazione ha dichiarato che papa Pio XII aveva emesso una sentenza definitiva nel 1951 contro le presunte apparizioni dichiarando che "non erano di origine soprannaturale", quindi l'Ordinario del Luogo non aveva alcuna autorità per annullarla.